# 10722 Monari
10722 Monari eller 1986 TB är en asteroid i huvudbältet som upptäcktes den 1 oktober 1986 av San Vittore-observatoriet i Bologna. Den är uppkallad efter Luisa Monari.
Asteroiden har en diameter på ungefär 4 kilometer.